# Debrzno
Debrzno est une ville polonaise de la voïvodie de Poméranie et du powiat de Człuchów. Elle est le siège de la gmina de Debrzno. Elle s'étend sur 7,52 km2. 

## Histoire
De 1818 à 1945, Preußisch Friedland  fait partie de l'arrondissement de Schlochau dans le district de Marienwerder, administré par la province de Prusse-Occidentale.